# همانند مایکل جکسون برقص
همانند مایکل جکسون برقص (به انگلیسی: Move Like Michael Jackson) نام یک نمایش استعدادیابی در انگلستان است که بهترین و ماهرترین رقصندگان در سبک مایکل جکسون را پیدا می‌کند. این برنامه از شبکه ۳ بی‌بی‌سی و چند ماه بعد از مرگ مایکل جکسون در سال ۲۰۰۹ نمایش داده می‌شود. 
یکی از داوران این مسابقه جرمین جکسون، عضو سابق جکسون فایو و برادر مایکل است.